# Глобальный обмен военной информацией
Глобальный обмен военной информацией — соглашение о ежегодном обмене военной информацией в целях контроля над вооружениями, между странами-участниками Организации по безопасности и сотрудничеству в Европе. Было принято 3 декабря 1994 г. в Будапеште всеми странами-участниками ОБСЕ. Вступило в силу с 1 января 1995 г.
В соответствии с этим соглашением все государства-участники обмениваются информацией обо всех своих вооруженных силах по всему миру. Этот обмен отличается от обмена в соответствии с Венским документом тем, что он не 
ограничивается силами в Европе, то есть между Атлантическим океаном и Уральскими горами.  Информация, которой обмениваются, включает:
- Местонахождение генерального штаба и численность его персонала.
- Структура, местоположение и численность персонала военных командных организаций.
- Общая штатная численность личного состава вооруженных сил.
- Общее количество систем вооружения в разбивке по категориям и подкатегориям и их местонахождение.

Этот обмен проводится ежегодно в апреле и отражает информацию по состоянию на 1 января.